# Monocolpodia gracilipennis
Monocolpodia gracilipennis är en tvåvingeart som först beskrevs av Junichi Yukawa 1971.  Monocolpodia gracilipennis ingår i släktet Monocolpodia och familjen gallmyggor. Inga underarter finns listade i Catalogue of Life.